# Noções Básicas de Psicanálise
Noções Básicas de Psicanálise: Introdução à Psicologia Psicanalítica é um livro do psiquiatra norte-americano Charles Brenner. Lançado em meados do século XX sob o nome An Elementary Textbook of Psychoanalysis, é considerado uma das melhores introduções à psicanálise e é o livro indicado para os estudantes ao iniciarem o curso de formação na área.
É um livro feito tanto para quem é estudante de psicologia e áreas afins quanto para os leitores em geral. Nele, é feito um apanhado geral da teoria psicanalítica sem desvios para teorias mais específicas ou preferências pessoais do autor. Todavia, uma leitura atenta e concentrada é imprescindível.

## Estrutura
As seções a seguir contém amostras do que está contido em cada um dos capítulos. Elas explicam brevemente o seu conteúdo, mas não dispensam a sua leitura.

### Capítulo 1: Duas hipóteses fundamentais
(pp. 17-30)
São apresentadas as duas hipóteses fundamentais da psicanálise, a saber:
1. O determinismo psíquico — segundo este postulado do próprio Freud, nenhum evento psíquico é aleatório ou acontece sem precedentes. Pelo contrário, não existe descontinuidade na vida mental, e mesmo eventos que parecem não ter causalidade na história de vida de um indivíduo, assim o são apenas na aparência, ou seja, possuem raízes inconscientes. Por exemplo, uma crise de ansiedade pode estar diretamente ligada a um abuso sofrido pelo indivíduo na primeira infância[4]. Na vida cotidiana, esquecer-se de algo ou mesmo sonhar são exemplos de eventos que apenas parecem não acontecer por uma razão, embora uma análise psicanalítica possa revelar relações coerentes e significativas da vida psíquica do indivíduo que vivencia tais situações.
2. Os processos psíquicos são, antes de tudo, inconscientes. A consciência é um atributo, uma propriedade excepcional desses processos, que pode emergir ou não em determinado momento da vida psíquica do indivíduo. Ambas as hipóteses mencionadas estão intimamente ligadas, de forma que dificilmente se poderia concebê-las em separado. A psicanálise é o método desenvolvido por Freud de acesso ao material inconsciente, que não pode ser observado diretamente, ainda nos dias de hoje, de nenhuma forma.

### Capítulo 2: Os impulsos
(pp. 31-45)
Impulsos (ou pulsões — não confundir com instintos) são constituintes psíquicos geneticamente determinados (embora modelados em maior proporção pela experiência de vida) que produzem um estado de excitação psíquica ou de tensão. Segundo o princípio da homeostase, esse acumulo de energia é o que move o indivíduo a agir para gerar uma descarga de excitação ou gratificação, afim de restaurar-se o equilíbrio. Ao dirigir essa energia à representação mental (lembranças, pensamentos, fantasias) de uma pessoa ou coisa, ocorre o processo de catexia. É importante ressaltar que tais processos são puramente intrapsíquicos e sua explicação é didática — não existe, de maneira física e visível, essa energia dentro dos seres humanos.

#### Os impulsos sexuais e agressivos
Inicialmente conceituados como pulsões sexuais e de autopreservação, ou de vida e de morte, as pulsões sexuais e pulsões agressivas são as duas classificações conhecidas dos impulsos, assim denominadas por se alinharem de maneira mais satisfatória com a teoria psicanalítica. São concebidas de maneira intrínseca, de forma que toda e qualquer ação do indivíduo possua, em algum nível, a ação desses dois impulsos.
A pulsão sexual dá origem ao componente erótico dos processos psíquicos humanos, que é alimentada por uma energia psíquica denominada de libido, e acompanha os seres humanos desde o seu nascimento, estando intimamente ligada às fases do desenvolvimento psicossexual. Nesse ponto, é essencial perceber a questão do sexual para a psicanálise é tida como uma força vital, como uma categoria que engloba o sexo, mas não se restringe a ele, sendo uma melhor definição, em termos gerais, a noção de prazer como delineadora desse campo. A catexia da libido durante as fases do desenvolvimento psicossexual gera, invariavelmente em cada uma das etapas, uma maior fixação em determinados objetos (o seio, as fezes, o pênis) que decaem com o tempo, mas não cessam completamente, de forma que em situações desfavoráveis ou de insatisfação em relação a novos prazeres é possível que aconteça um processo de "refluxo" do processo libidinal, denominado de regressão. Tais conceitos, apesar de aparentemente patológicos, não os são, necessariamente.
A pulsão agressiva dá origem ao componente puramente destrutivo dos processos psíquicos humanos, que é alimentada por uma energia psíquica não denominada formalmente, mas que, por vezes, aparece como "agressividade" (embora esse termo seja tão limitador quanto a questão sexual discutida anteriormente). Outras vezes, a própria libido é apresentada como energia para as duas pulsões. o impulso agressivo também possui as características de fixação e regressão, bem como também está inserido nas fases do desenvolvimento psicossexual humano (O bebê morder do seio da mãe, por exemplo). A ligação da pulsão agressiva com o prazer ainda parece incerta, tendo autores que a apoiam e outros não, como o próprio Freud.

### Capítulo 3: O aparelho psíquico
(pp. 47-70)
São apresentados os três modelos da mente propostos por Freud ao longo de sua carreira, que, apesar de divididos em estruturas, devem ser entendidos por uma perspectiva funcional, pois são dinâmicos em sua essência:
1. Hipótese telescópica — o mais primitivo, segundo o qual a mente é semelhante a um telescópio, com várias lentes ou vários componentes psíquicos dispostos de forma sequencial, iniciando com sistema perceptivo ou sensorial e terminando no sistema motor, passando por memória e outros.
2. Hipótese topográfica — A segunda teoria de Freud divide o aparelho psíquico a partir do seu conteúdo, dividido em consciente (Cs), pré-consciente (Pcs) e inconsciente (Ics). O Pcs se distingue do Ics apenas na facilidade com que esse conteúdo tem de emergir à consciência: no caso do Pcs, pode facilmente ser lembrado com algum esforço e atenção, já no caso do Ics, existe uma força no interior da própria mente que barra o seu acesso. Por uma proximidade funcional, foi criado o sistema Cs-Pcs em contraposição ao sistema Ics, também chamado de Psicologia Profunda.
3. Hipótese estrutural — Complementar à hipótese topográfica, com a adição de três novas "estruturas" funcionalmente relacionadas: o Id (isso), o Ego (eu) e o Superego (supereu). Em uma perspectiva do desenvolvimento, o recém nascido nasce indiferenciado e ambas as estruturas são geradas simultaneamente ao longo do tempo, com predominância do Id nesse primeiro momento, sendo considerado como o "pai" dos outros dois[8].

Para obtermos uma orientação inicial, elementar, a respeito dessa terceira e última teoria de Freud, podemos dizer que o id compreende as representações psíquicas dos impulsos, o ego consiste naquelas funções ligadas as relações do indivíduo com seu ambiente, e o superego abrange os preceitos morais de nossas mentes, bem como nossas aspirações ideais. (p.51)
O ego se diferencia do id ainda na tenra infância, a partir das relações do bebê com o mundo, da delimitação entre o eu e o outro, do processo de identificação, da postergação da ação diante do impulso que até então demandava saciação completa e imediata. É esse retardamento da descarga de tensão que posteriormente irá também formar o complexo fenômeno do pensamento. São funções do ego o controle motor, a percepção, a memória, o sentimento e o pensamento. Outro processo de diferenciação entre ego e id se dá na gradual diferenciação entre os chamados processos primários (característicos do id junto a um ego imaturo) e secundários (característicos do ego maduro e diferenciado), como visto na tabela a seguir:
| Categoria                      | Processos primários                                                                                         | Processos secundários                                                 |
| ------------------------------ | --- | --------------------------------------------------------------------- |
| Quanto à catexia               | Facilmente deslocáveis; Requerem descarga imediata                                                          | Dificilmente deslocáveis; Possuem a capacidade de retardar a descarga |
| Quanto à linguagem             | Tendem à condensação, simbolismo, equivalência dos opostos, representação do todo pela parte (e vice versa) | Tendem à linguagem lógica e racional                                  |
| Quanto ao princípio governante | Princípio do prazer                                                                                         | Princípio da realidade                                                |
| Quanto à estrutura governada   | Inconsciente                                                                                                | Pré-consciente e consciente                                           |
| Exemplos                       | São responsáveis por sonhos, fantasias e atos falhos                                                        | So responsáveis pela vida consciente                                  |

### Capítulo 4: O aparelho psíquico (continuação)
É apresentada uma nova teoria da ansiedade.

### Capítulo 6: As parapraxias e o chiste
(pp. 139-159)
Neste capítulo e nos dois seguintes alguns fenômenos mentais são apresentados por se tratarem de temas clássicos da psicologia psicanalítica. As parapraxias, popularmente conhecidas como atos falhos, são denominadas por Freud como psicopatologia da vida cotidiana, justamente por estarem presentes em maior ou menor grau na vida de qualquer pessoa, não indicando necessariamente um distúrbio ou transtorno mental. São formações egodistônicas (acontecem apesar do ego) como os lapsos, os esquecimentos, a troca ou a fusão de palavras, que acontecem através da fala, da escrita e da memória. Um exemplo simples seria esquecer a chave do carro em casa e só lembrar quando precisar dela no carro. Apesar desse exemplo parecer apenas um acontecimento eventual que não possui qualquer significado oculto, é preciso relembrar as duas hipóteses do funcionamento psíquico (Cap. 1), em que nada na vida mental acontece por acaso e a maioria dos processos mentais são inconscientes. Nesse sentido, os lapsos de memória acontecem devido ao mecanismo de repressão do ego e a sua motivação é, via de regra, inconsciente (No exemplo, é possível formular a hipótese que o esquecimento da chave acontece porque o sujeito inconscientemente não deseja ir à algum lugar). Já os lapsos de fala e escrita acontecem quando ocorre uma falha dessa repressão, deixando escapar pistas do conteúdo reprimido. Tais falhas podem ser facilitadas em momentos de cansaço, fadiga, pressa ou falta de atenção, mas dependem sempre de processos inconscientes para que possam acontecer. A conclusão desse pensamento é que nenhum ato acidental ocorrido por ações humanas é fortuito, sempre acontecem por motivos inconscientes diversos que devem ser analisados em terapia para que se revelem conscientemente.

Os chistes, por sua vez, são formações linguísticas breves e egossintônicas (são produzidas ou permitidas pelo ego), características do processo primário (ver tabela no cap. 3), que possuem um humor geralmente ácido, com um jogo de palavras que codificam energias sexuais e/ou agressivas, de forma que leve o falante e o ouvinte a uma descarga dessa energia em forma de riso. Não são como piadas, pois o seu prazer consiste na regressão do processo secundário para o primário na decodificação do chiste, que libera um impulso outrora reprimido pelo ego, descarregado em forma de riso. A partir do momento em que são explicados através do processo secundário, o chiste perde a sua função e provavelmente não causa o mesmo efeito humorístico que anteriormente causava, pois a explicação clara não consegue ultrapassar da mesma forma as barreiras de repressão.

Tomemos, por exemplo, o espirituoso e muito conhecido epigrama político que diz “Um liberal é um homem que tem os dois pés firmemente plantados no ar”. À primeira vista, pode não ser evidente que o pensamento de processo primário foi amplamente aplicado nesta afirmação, mas vejamos o que acontece se reformularmos seu conteúdo no processo estritamente secundário da linguagem. Se o fizermos, nosso epigrama se transformará mais ou menos no seguinte: “Um liberal procura ser firme e prático, mas na realidade não é nem um nem outro”, o que é observação crítica, mas não mais espirituosa. (p.153)